# Joelija Karol
Joelija Karol (Slonim, 26 juni 1991) is een atleet uit Wit-Rusland.
Op de Olympische Zomerspelen van Rio de Janeiro in 2016 nam Karol voor Wit-Rusland deel aan de 800 meter.
- World Athletics: 14426626